# Rosulabryum sanguilentum
Rosulabryum sanguilentum là một loài rêu trong họ Bryaceae. Loài này được J.R. Spence & Brinda mô tả khoa học năm 2022.